# Batalla de Barbastre (1065)
El Setge de Barbastre fou una de les batalles de la Reconquesta.

## Antecedents
Després de la derrota a la batalla de Graus la primavera de 1063 en la que va morir Ramir I d'Aragó, el seu fill Sanç I d'Aragó i Pamplona va atacar la ciutat de Barbastre el 1064 amb l'ajut normand i d'Ermengol III d'Urgell, a qui va concedir la ciutat.
A la mort de Ferran I de Lleó el 1065 i la inestabilitat creada pel repartiment del seu regne entre els seus fills, al-Muktadir va deixar de pagar paries als castellans i es va veure amb força per reconquerir Barbastre.

## El setge
Meses més tard, Ahmed I ben Sulaiman va reconquerir la ciutat, i en aquesta nova batalla, Ermengol III va morir.

## Conseqüències
Amb la seva victòria, Ahmed I ben Sulaiman va adoptar el títol d'al-Muqtadir («el fort per Déu»), i afligit el rei Ramir per la pèrdua de Barbastre, feu incloure en el seu testament que quan fos reconquerida, s'hi establiria la seu del bisbat.
La definitiva reconquesta de la ciutat fou duta a terme per Pere I d'Aragó i Pamplona en 1101.